# Реген (река)
Реген (нем. Regen) — река в Германии, протекает по Верхнему Пфальцу (земля Бавария), левый приток Дуная.
Образуется Реген на территории Бад-Кёцтинга при слиянии рек Шварцер-Реген (Schwarzer Regen) и Вайсер-Реген (Weißer Regen). В свою очередь Шварцер-Реген образуется слиянием речек Кляйнер-Реген (Kleiner Regen) и Гросер-Реген (Großer Regen). Общий речной индекс Регена, Шварцер-Регена и Гросер-Регена 1522. Общая площадь их бассейна составляет 2878,13, общая длина этих рек 190,93 км. Длина собственно Регена 103 км. Высота истока 381 м. Высота устья 325 м.  Уклон реки — 0,33 м/км.
Истоки Гросер-Регена находятся в Богемском Лесу на территории Чехии в нескольких километрах от границы с Германией. Далее река протекает в основном по территории Баварского Леса, впадая в Дунай на территории Регенсбурга.
Кроме Регенсбурга из крупных населённых пунктов на реке расположены города Хам, Регенштауф и Реген.

## Галерея

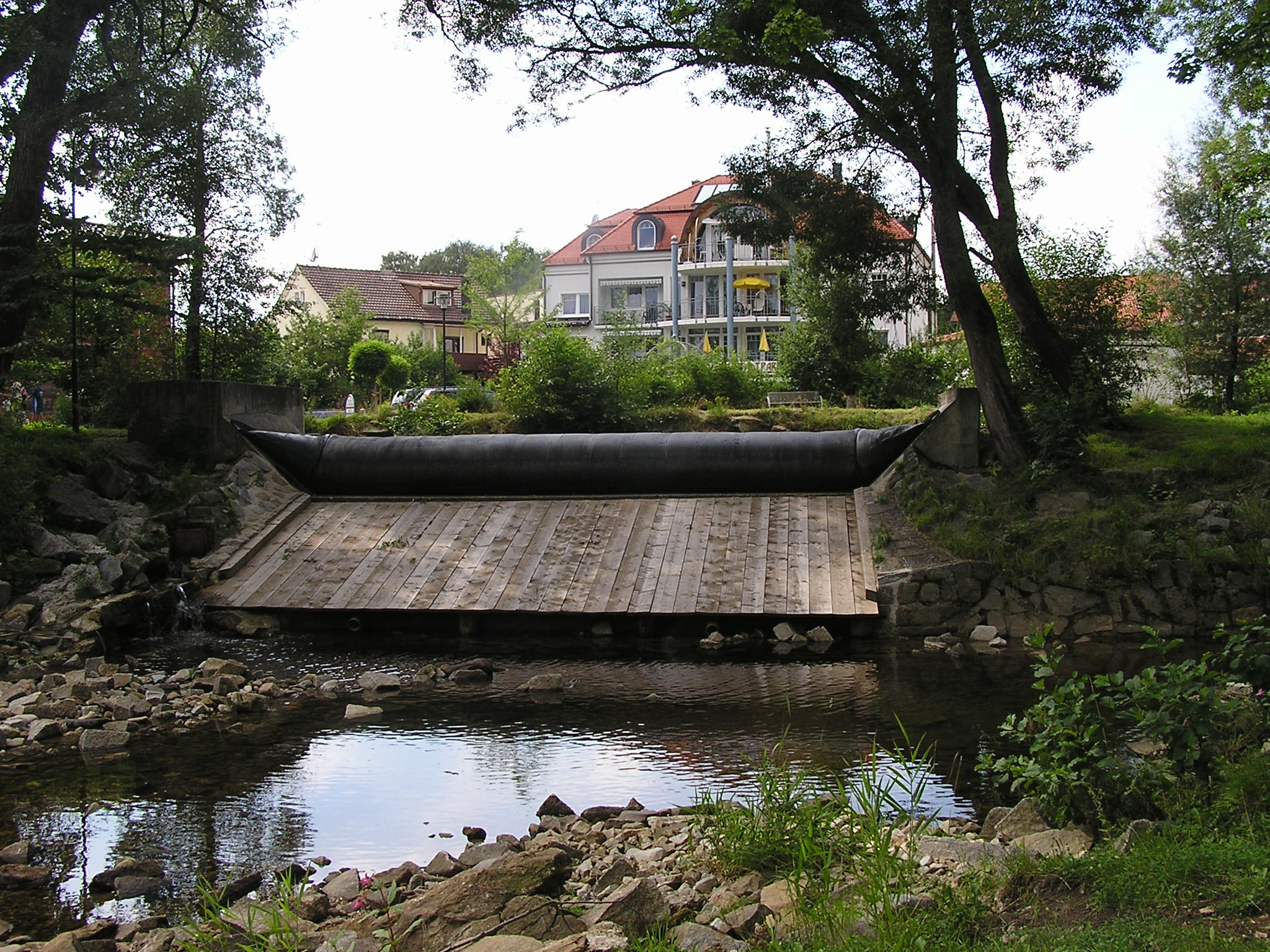
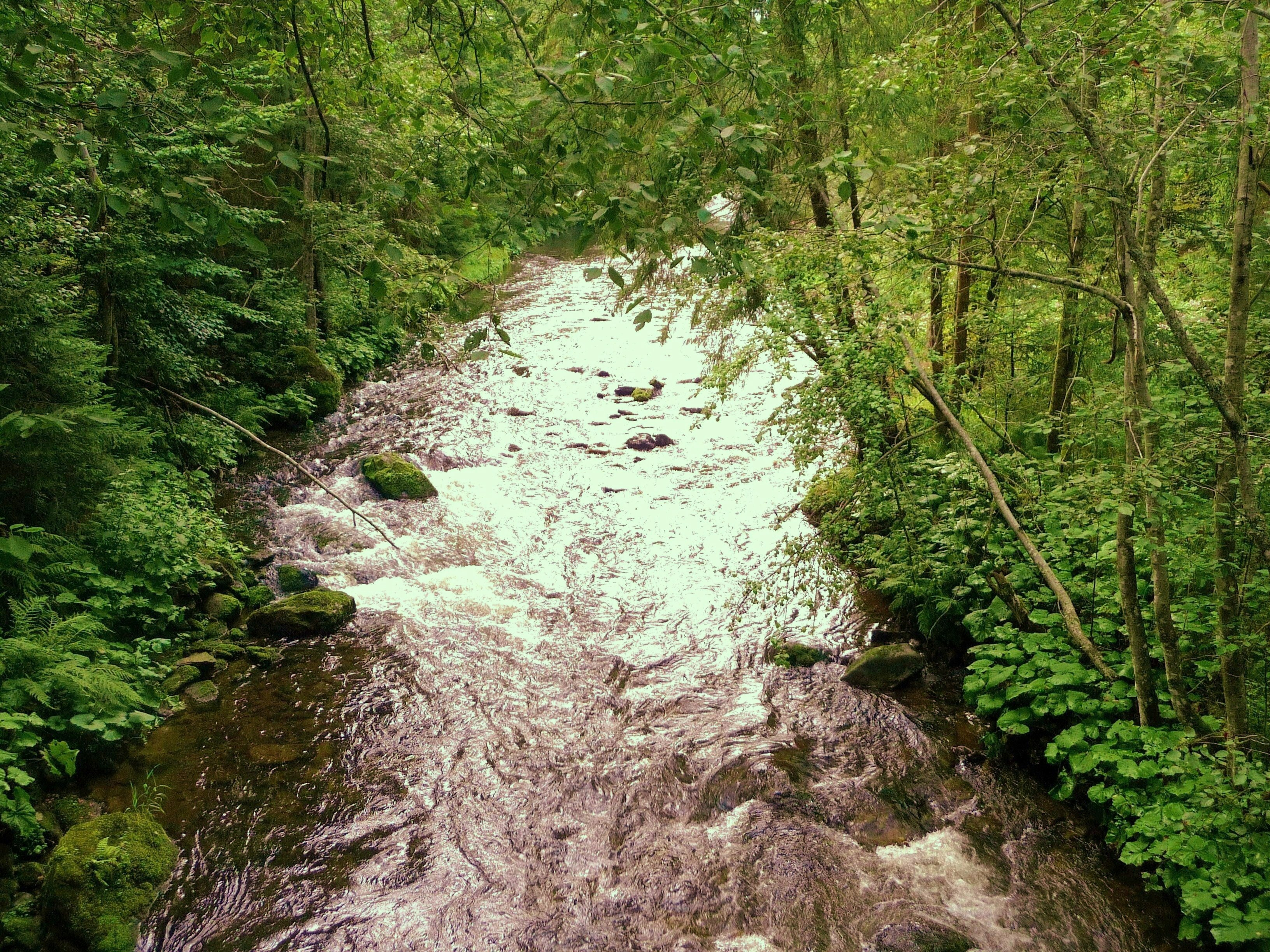
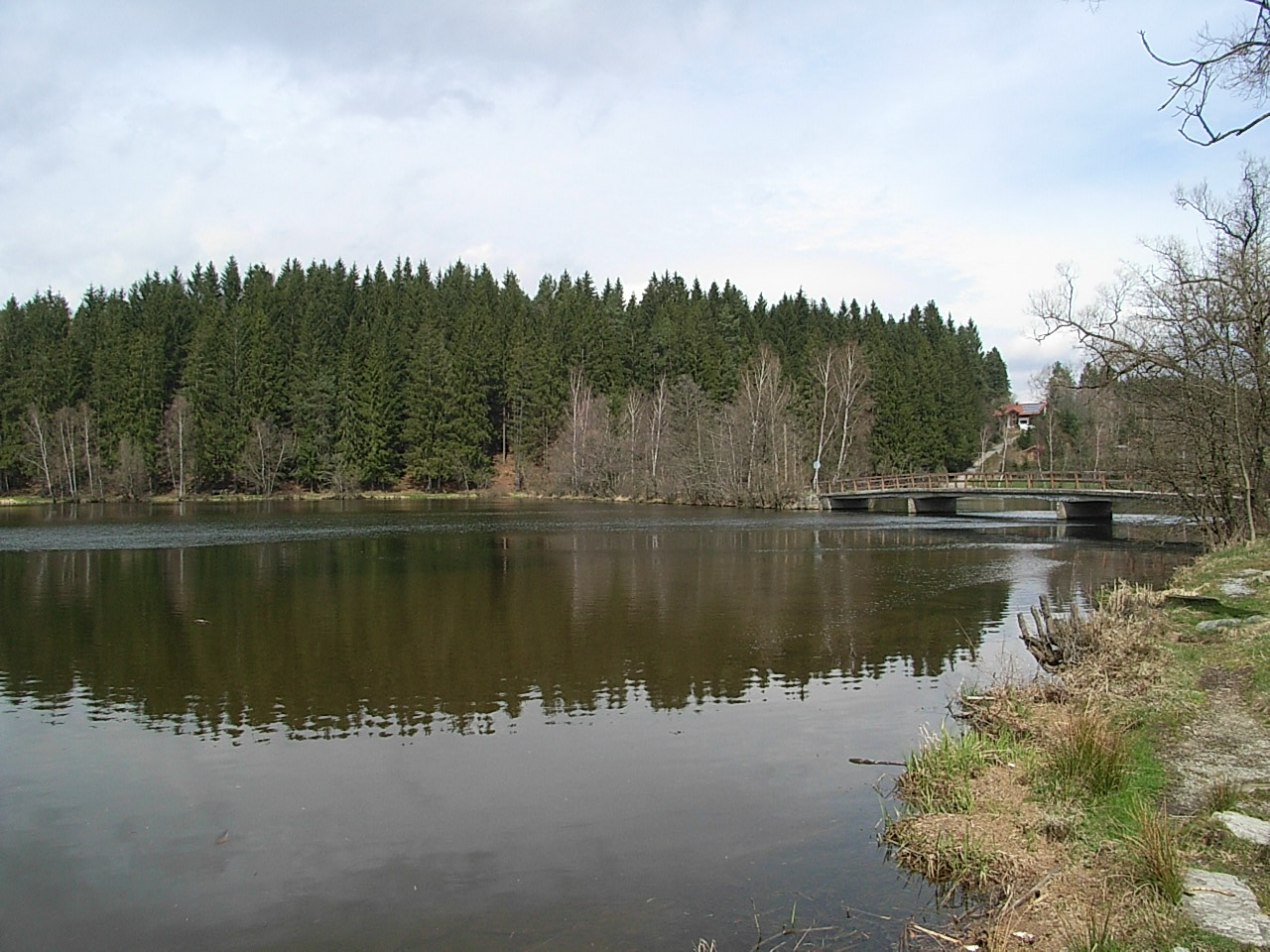
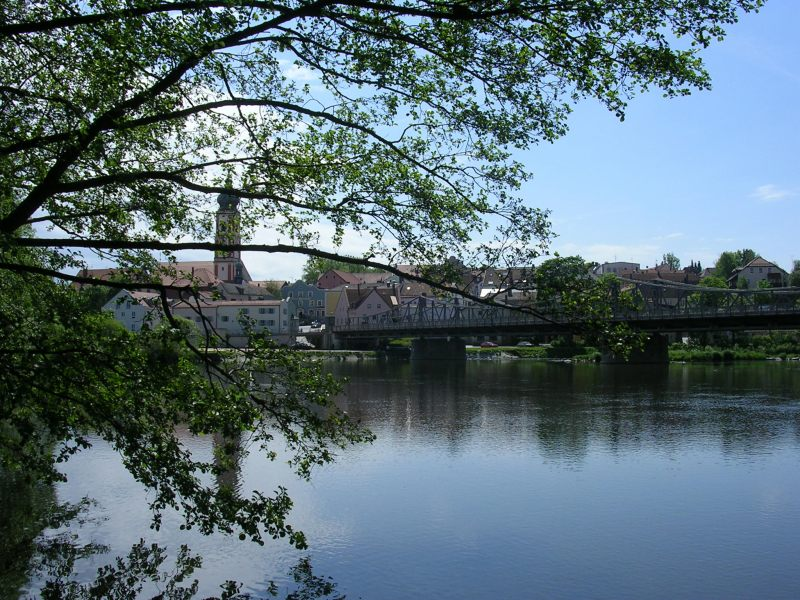